# Gewerbegebiet Coschütz/Gittersee

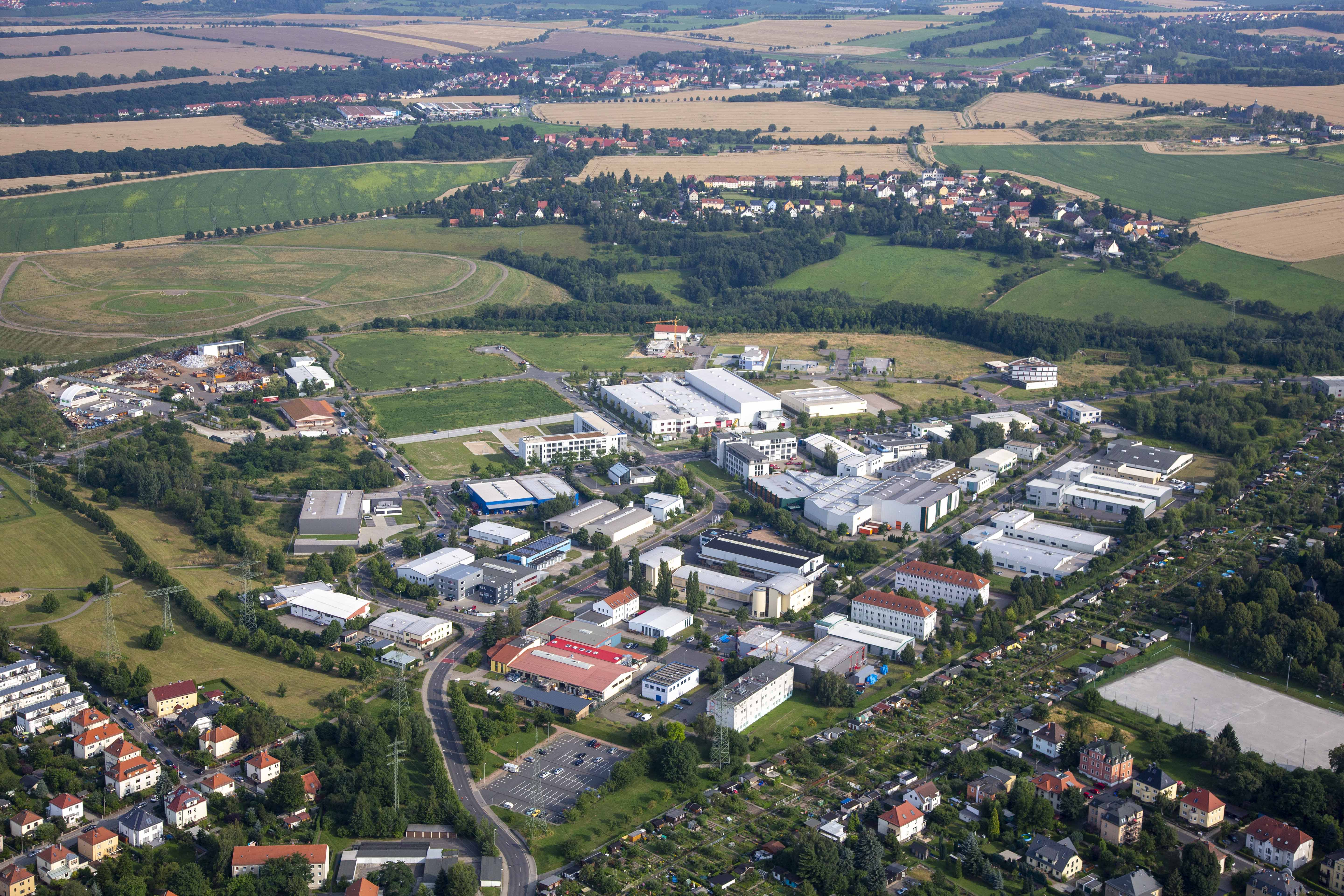
Luftbild des Gewerbegebiets (2014)

Das Gewerbegebiet Coschütz/Gittersee ist ein etwa 90 Hektar großes Gelände mit ca. 41,6 Hektar Nettobaufläche im Dresdner statistischen Stadtteil Coschütz/Gittersee, in dem sich 64 Unternehmen (2018) angesiedelt haben. Das Gewerbegebiet umfasst als Planungs- und Umweltsanierungsgebiet u. a. das Gelände der ehemaligen Fabrik 95, das Gelände des geplanten Reinstsiliziumwerkes, zwei Heizkraftwerke, zwei Aschehalden (Nord und West, auch als Halde E und F bezeichnet), die beiden ehemaligen Schlammteiche (die Halden A bis D) und Teile des Tales des Kaitzbaches sowie angrenzende Felder und Brachland. Die eigentliche gewerbliche Nutzung ist auf das nordwestlich der Haupterschließungsstraße (Stuttgarter Straße) sowie das Gebiet der ehemaligen Fabrik 95 konzentriert und ist nach Abschluss der Sanierung 2014 das eigentliche Gewerbegebiet.

## Geschichte

### Fabrik 95
Im Jahr 1950 begann die Wismut AG im Stadtteil Coschütz/Gittersee auf einer Fläche von 47 Hektar mit der Errichtung einer Uranerzaufbereitungsanlage. Der Betrieb wurde 1952 aufgenommen. Die Abprodukte der Aufbereitung wurden in zwei Absetzbecken außerhalb des Betriebsgeländes im Kaitzbachtal eingelagert. Aufgrund der ungünstigen Lage zu den Lagerstätten in Ronneburg und Aue wurde die Aufbereitung 1962 stillgelegt.
Nach einer oberflächlichen Entkernung und Entgiftung wurden 1963 das Reifenwerk Dresden des VEB Pneumant und eine Produktionsstätte des VEB Fettchemie Karl-Marx-Stadt in dem Gelände angesiedelt. Die Produktionseinrichtungen wurden teilweise in den vorhandenen Gebäuden errichtet. Nach 1990 stellten beide Firmen ihre Produktion in diesen Betriebsteilen ein.

### Reinstsiliziumwerk

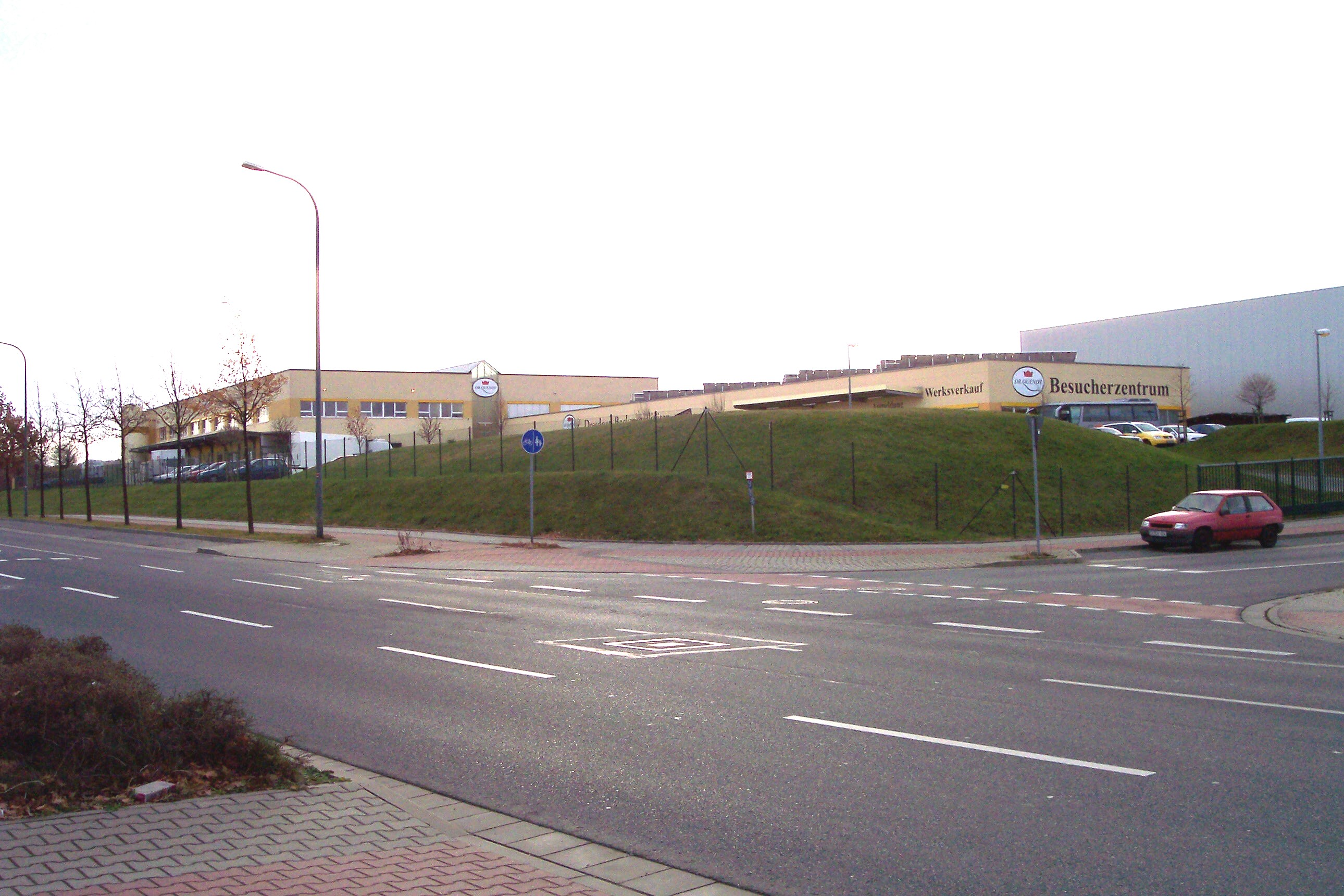
Der ehemalige Rohbau des Reinstsiliziumwerk wurde später von der Bäckerei Dr. Quendt genutzt.

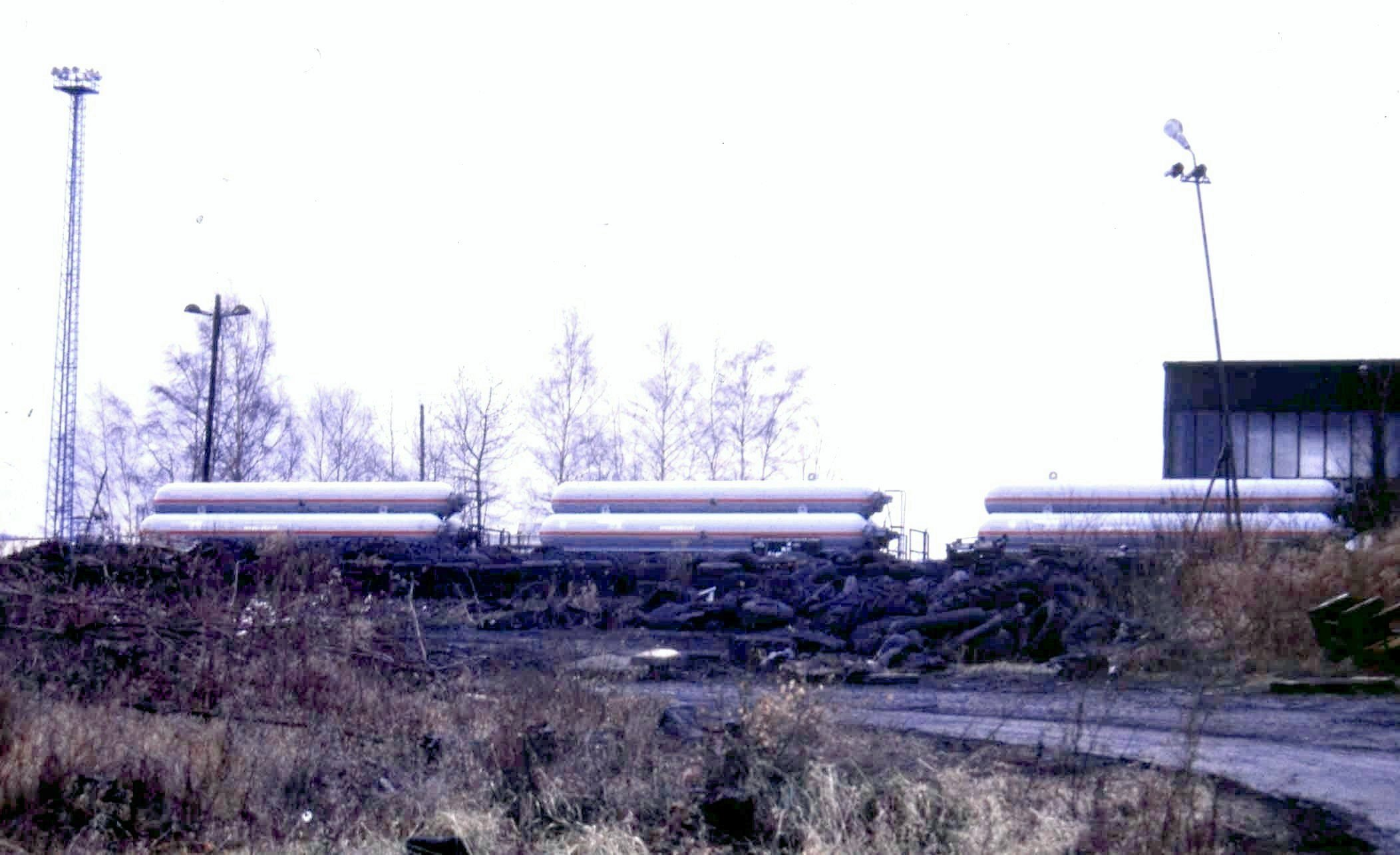
Tankwagen zum Transport von Trichlorsilan der Deutschen Reichsbahn 1990 im Gelände des Reifenwerkes

Im Mai 1987 beschloss das Politbüro des Zentralkomitees der SED die Ansiedlung eines Betriebes zur Herstellung von Reinstsilizium, welches Basis in der Halbleiter- und Computerindustrie ist. Das Reinstsiliziumwerk (RSW) sollte den Bergleuten des Bergbaubetriebs „Willi Agatz“ der SDAG Wismut in Dresden-Gittersee eine Zukunftsperspektive bieten. Die Uranvorräte im Grubenfeld waren fast erschöpft und eine Schließung für 1989 vorgesehen. Der benötigte hochentzündliche Grundstoff Trichlorsilan (TCS) sollte vom Chemiewerk Nünchritz bei Riesa per Bahn zum Bahnhof Dresden-Friedrichstadt und von dort mit Tanklastzügen über die Coschützer Straße und weiterführend die Karlsruher Straße angeliefert werden. Später wurde das Transportschema geändert. Jetzt sollte das TSC mit in Italien gebauter Tankwagen über die Gleise der Windbergbahn angeliefert werden. Es formierte sich starker Protest, die Anwohner befürchteten neue Umweltbelastungen für das Gebiet. Außerdem liegt das Gebiet in der Einflugschneise des Flughafens Dresden. Ein Flugzeugabsturz über dem RSW käme einem Chemiewaffenangriff auf Dresden gleich. Am 3. November 1989 kam mit der Wende in der DDR der Baustopp. Der Rohbau wurde später vom Lebensmittelhersteller Dr. Quendt für seine Zwecke umgebaut.

### Sanierung
Im Dezember 1992 kaufte die Stadt Dresden die Flächen für 20 Millionen Mark von der Treuhandanstalt die Liegenschaft des Reifenwerkes, jedoch ohne diese direkt an die Treuhand zu bezahlen, sondern diese direkt für die Sanierung zu verwenden. Die Kosten für die Sanierung wurden 1994 auf 142 Millionen Mark geschätzt. Davon trugen die Stadt Dresden 20,1 Millionen Mark sowie 10 % des diesen Betrag übersteigenden Anteils. Die verbleibenden 90 % teilten sich die Treuhandanstalt zu 75 % und der Freistaat Sachsen zu 25 %. Überdies wurde festgelegt, dass kontaminiertes Material, was aus den Bereichen des eigentlichen Gewerbegebietes in die Abraumhalden eingebracht wurde (die bereits seit den 1970er Jahren der Stadt Dresden zugeordnet wurden), wurde ein Deponiepreis von 132,62 Mark vereinbart, der wiederum zweckgebunden für die Sanierung dort einzusetzen war. Das Gelände wurde je nach Kontamination in fünf Bereiche untergliedert und ab 1991 saniert. In die Sanierung einbezogen wurden auch die beiden Absetzbecken. Die gesamte Sanierung wurde 2014 abgeschlossen.

### Erschließung
Der Bebauungsplan Nr. 96 „Dresden-Coschütz/Gittersee, Gewerbegebiet, 1. Bauabschnitt“ trat am 12. September 1996 in Kraft.
Die Erschließung des ersten Bauabschnittes konnte im Mai 1997 abgeschlossen werden. Mit der Erschließung des zweiten Bauabschnittes wurde im Jahr 1997 begonnen. Die gesamte Nettobaufläche des Geländes beträgt 41,6 Hektar.
Im Bebauungsplan ist ein Korridor für die Verlängerung der Straßenbahnstrecke von der Coschützer Gleisschleife bis in das Gewerbegebiet freigehalten. Die Verlängerung würde zunächst weiter über die Karlsruher Straße erfolgen und dann über die Friedhofstraße ins Gewerbegebiet abbiegen. Dort würde sie die Heidelberger Straße queren und entlang der Heilbronner bis zur Kreuzung mit der Stuttgarter Straße verlaufen. Sie würde anschließend nach Süden abknicken und hätte die Gleisschleife hinter einem weiten Rechtsbogen am Ende der Offenburger Straße.

## Angesiedelte Unternehmen
Bis heute haben sich im Gewerbegebiet Coschütz/Gittersee etwa 40 klein- und mittelständische Unternehmen angesiedelt, darunter die Spezialitätenbäckerei Dr. Quendt, das Fotolabor PixelfotoExpress, Rosti GP Germany, das Wellpappenwerk Gittersee, Interflex, Robotron Datenbank-Software GmbH, Aufzugbau Dresden GmbH, Tupperware, Nehlsen, Igefa, Xenon Automatisierungstechnik, SPEKTRA Schwingungstechnik und Akustik GmbH Dresden, DELTEC electronic, 3B Scientific und Fraunhofer IVV, Außenstelle für Verarbeitungsmaschinen und Verpackungstechnik. Erwartet wurden 120 Unternehmen.